# Trangölen (Ulrika socken, Östergötland)
Trangölen är en sjö i Linköpings kommun i Östergötland och ingår i Motala ströms huvudavrinningsområde.